# Élections générales nunavoises de 2004
Les élections générales nunavoises de 2004 a eu lieu le 16 février 2004 afin d'élire les 19 députés de la 2e législature de l'Assemblée législative du Nunavut. Il y avait 11 285 électeurs d'inscrits lorsque les élections ont été appelées.
Le premier ministre Paul Okalik avait demandé la dissolution du premier parlement du territoire âgé de cinq ans le 16 janvier 2004.
Le territoire fonctionne selon un système de gouvernement de consensus sans parti politique. Le Premier ministre est choisi parmi les élus par les élus.

## Résultats
Les élections se sont déroulées dans 18 des 19 circonscriptions. Le représentant de Rankin Inlet North fut acclamé.
| Circonscription               | Sortant           | Élu                    | Pourcentage | Candidats défaits                                                                                           |
| ----------------------------- | ----------------- | ---------------------- | ----------- | --- |
| Akulliq                       | Ovide Alakannuark | Steve Mapsalak         | 34,86 %     | George Bohlender, Joani Kringayark, John Ningark, Roland Tungilik                                           |
| Amittuq                       | Enoki Irqittuq    | Louis Tapardjuk        | 39,63 %     | Solomon Allurut, Enoki Irqittuq                                                                             |
| Arviat                        | Kevin O'Brien     | David Alagalak         | 36,53 %     | Peter Alareak, Peter Two Aulatjut, Kevin O'Brien, Jay Saint, Kono Tattuinee                                 |
| Baker Lake                    | Glenn McLean      | David Simailak         | 48,22 %     | David Aksawnee, Becky Kudloo, David Toolooktook Sr.                                                         |
| Cambridge Bay                 | Kelvin Ng         | Keith Peterson         | 54,09 %     | Harry Ambrose M. Aknavigak, David Kaosoni, Harry Maksagak                                                   |
| Hudson Bay                    | Peter Kattuk      | Peter Kattuk           | 42,76 %     | Moses Appaqaq, Joe Arragutainaq, Kupapik Ningeocheak, Johnny Tookalook                                      |
| Iqaluit Centre                | Hunter Tootoo     | Hunter Tootoo          | 44,8 %      | Natsiq Alainga-Kango, Mike Courtney, Kevin MacCormack, Pauloosie Paniloo, Mary Ellen Thomas                 |
| Iqaluit Est                   | Ed Picco          | Ed Picco               | 70,68 %     | John Amagoalik, Norman Ishulutak                                                                            |
| Iqaluit West                  | Paul Okalik       | Paul Okalik            | 76,99 %     | Doug Workman                                                                                                |
| Kugluktuk                     | Donald Havioyak   | Joe Allen Evyagotailak | 40,41 %     | Donald Havioyak, Millie Kuliktana                                                                           |
| Nanulik                       | Patterk Netser    | Patterk Netser         | 34,92 %     | Emily Beardsall, Willy Nakoolak, Bernard Putulik Sr.                                                        |
| Nattilik                      | Uriash Puqiqnak   | Leona Aglukkaq         | 42,84 %     | Tom Akoak, Anthony Anguttitauruq, David Irqiut, Simon Qingnaqtuq, Sonny Porter, Ruediger H.J. Rasch         |
| Pangnirtung                   | Peter Kilabuk     | Peter Kilabuk          | 61,87 %     | Simeonie Keenainak                                                                                          |
| Quttiktuq                     | Rebekah Williams  | Levi Barnabas          | 43,94 %     | Lucas Amagoalik, Pauloosie Attagootak, Larry Audlaluk, Anthony Ullikatar, Rebekah Williams                  |
| Rankin Inlet North            | Jack Anawak       | Tagak Curley           | acclamé     | aucun |
| Rankin Inlet South/Whale Cove | Manitok Thompson  | Levinia Brown          | 38,87 %     | Jerry Ell, Percy Kabloona, Ishmael Naulalik, Solomon Voisey                                                 |
| South Baffin                  | Olayuk Akesuk     | Olayuk Akesuk          | 58,94 %     | Malicktoo Lyta, Martha Lyta                                                                                 |
| Tunnuniq                      | Jobie Nutarak     | Jobie Nutarak          | 31,84 %     | Appitaq Enuaraq, Sam Omik, David Qajaakuttuk Qamaniq                                                        |
| Uqqummiut                     | David Iqaqrialu   | James Arreak           | 27,06 %     | Stevie Audlakiak, Phoebe Palluq Hainnu, Peter Iqalukjuak, David Iqaqrialu, Samuel Nuqingaq, Lootie Toomasie |

Pour la première fois, les habitants de petites communautés isolées purent voter par téléphone satellite.
Le taux de participation fut de 98 %. Dans 8 des 18 circonscriptions en élections, le taux de participation fut supérieur à 100 %, grimpant même jusqu'à 134 % pour la circonscription de Kugluktuk, étant donné qu'il n'y a pas d'énumération au porte-à-porte et que l'enregistrement au point de vote est permis.

## Annexe